# Ginestra
Ginestra község (comune) Olaszország Basilicata régiójában, Potenza megyében.

## Fekvése
A megye északi részén fekszik. Határai: Ripacandida, Barile, Venosa, Maschito és Forenza.

## Története
1965-ig Ripacandida része volt.

## Népessége
A népesség számának alakulása:

## Főbb látnivalói
- Palazzo Allamprese (16. század)
- San Nicola-templom
- Santa Maria di Costantinopoli-szentély